# العلاقات الأنغولية الجامايكية
العلاقات الأنغولية الجامايكية هي العلاقات الثنائية التي تجمع بين أنغولا وجامايكا.

## مقارنة بين البلدين
هذه مقارنة عامة ومرجعية للدولتين:
| وجه المقارنة                                              | أنغولا           | جامايكا       |
| --------------------------------------------------------- | ---------------- | ------------- |
| المساحة (كم2)                                             | 1.25 مليون       | 10.99 ألف     |
| عدد السكان (نسمة)                                         | 29.78 مليون      | 2.95 مليون    |
| الكثافة السكانية (ن./كم²)                                 | 23.82            | 268.43        |
| العاصمة                                                   | لواندا           | كينغستون      |
| اللغة الرسمية                                             | اللغة البرتغالية | لغة إنجليزية  |
| العملة                                                    | كوانزا أنغولي    | دولار جامايكي |
| الناتج المحلي الإجمالي (بليون دولار)                      | 124.21 مليار     | 14.77 مليار   |
| الناتج المحلي الإجمالي (تعادل القوة الشرائية) بليون دولار | 184.83 مليار     | 24.79 مليار   |
| الناتج المحلي الإجمالي الاسمي للفرد دولار أمريكي          | 4.10 ألف         | 5.23 ألف      |
| الناتج المحلي الإجمالي للفرد دولار أمريكي                 |                  | 8.88 ألف      |
| مؤشر التنمية البشرية                                      | 0.533            | 0.719         |
| رمز المكالمات الدولي                                      | +244             | +1876         |
| رمز الإنترنت                                              | .ao              | .jm           |
| المنطقة الزمنية                                           | ت ع م+01:00      | 00            |

## منظمات دولية مشتركة
يشترك البلدان في عضوية مجموعة من المنظمات الدولية، منها:
| علم المنظمة | اسم المنظمة                                 | تاريخ انضمام أنغولا | تاريخ انضمام جامايكا |
| ----------- | ------------------------------------------- | ------------------- | -------------------- |
|             | منظمة الشرطة الجنائية الدولية               | ?                   | ?                    |
|             | منظمة التجارة العالمية                      | ?                   | ?                    |
|             | منظمة حظر الأسلحة الكيميائية                | ?                   | ?                    |
|             | مؤسسة التمويل الدولية                       | 19 سبتمبر 1989      | 31 مارس 1964         |
|             | يونسكو                                      | 11 مارس 1977        | 7 نوفمبر 1962        |
|             | البنك الدولي للإنشاء والتعمير               | 19 سبتمبر 1989      | 21 فبراير 1963       |
|             | مجموعة دول أفريقيا والكاريبي والمحيط الهادئ | ?                   | ?                    |
|             | الأمم المتحدة                               | 1 ديسمبر 1976       | 18 سبتمبر 1962       |
|             | وكالة ضمان الاستثمار متعدد الأطراف          | 19 سبتمبر 1989      | 12 أبريل 1988        |
|             | الاتحاد الدولي للاتصالات                    | 13 أكتوبر 1976      | 18 فبراير 1963       |
|             | الاتحاد البريدي العالمي                     | ?                   | ?                    |

## وصلات خارجية
- موقع وزارة الخارجية الأنغولية
- موقع وزارة الخارجية الجامايكية